# Канивец, Владимир Васильевич
Владимир Васильевич Каниве́ц (укр. Володимир Васильович Канівець; 5 октября 1923, Веселая Долина, Глобинский район, Полтавская губерния, Украинская ССР — 30 марта 2017) — советский и украинский прозаик и драматург, эссеист, журналист. Лауреат Государственной премии Украинской ССР имени Т. Г. Шевченко.

## Биография
Участник Великой Отечественной войны, награждëн орденами и медалями.
В 1952 г. окончил отделение журналистики филологического факультета Латвийского университета в Риге. В 1953—1963 гг. работал в редакциях разных периодических изданий Риги и Киева.
В 1966—1981 гг. возглавлял Житомирскую организацию Союза писателей Украинской ССР. Был ответственным секретарëм Национального союза писателей Украины.
Умер 29 марта 2017 года на 94-м году жизни. Был кремирован, прах похоронен в колумбарии Байкового кладбища Киева.

## Творчество
Печатается с 1953 г.
Автор пьес:
- «После свадьбы» (1956)
- «Жених с орденом» (1958)
- «Затопленный остров» (1963)
- «Первые баррикады» (1980)
- «Смерть на ешафоте» (1982)
- «Мама собирается замуж» (1983)
- «Леся Калина—славна дівчина» (1986)
- «Брестский мир» (драма, 1987)
- «Мисс Америка» (1987)
- «Віддавали батька в прийми»
- «Мільйон за одруження»
- «Лист запорожців султану»
- «Поет і княжна»
- «Сюрприз медового місяця».

Трагедии:
- «Операція на совісті» (1988)
- «На порозі вічності» (1987)

Романы:
- «Вогнища в тайзі» (1963).
- "Крах «дисидентки» (1985).

В. Канивцом создан цикл исторических романов и повестей:
- Документальная повесть «Александр Ульянов» (1961)
- «Кармелюк» (1965),
- «Ульяновы» (1967),
- «Студент университета» (1970),
- «Земля и воля» (1982),
- «Предвестники» (1976),
- «Утро гения» (1979),
- «Сестра Оля» (1980),
- «Мальчик и жар-птица» (1968),

- «Костры в тайге»,

сборники новелл и рассказов:
- «Открытие Тофаларии» (1962),
- «Письма любимой» (1965);

сборники афоризмов:
- «Афоризмы 2100»,
- «Афоризмы. Мысли. 4900»,
- «Афоризмы. Парадоксы. 6000»,
- «Афоризмы. Максимы. 5000»;

Автор ряда публицистических статей и книги эссе «Диалог» (1983).
Произведения В. Канивца переводились на ряд зарубежных языков.

## Награды и премии
- Государственная премия Украинской ССР имени Т. Г. Шевченко (1970) — за роман «Ульяновы»
- премия имени И. Котляревского.